# プリンキパリア

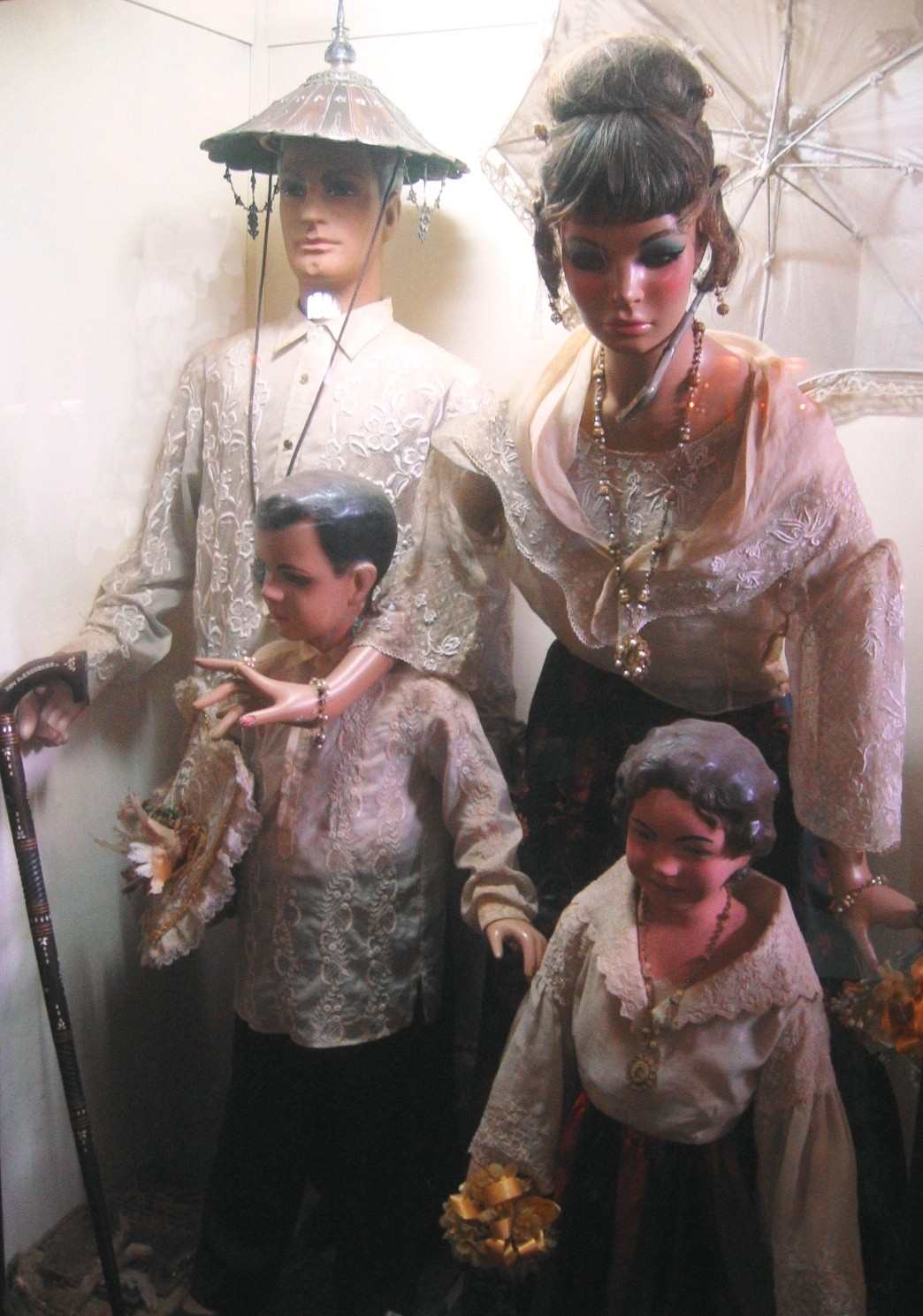
19世紀末フィリピン、プリンキパリアに属する家族の典型的な衣服。ラグナ州サンパブロのヴィラ・エスクデロ博物館に展示。

プリンキパリア（貴族階級　スペイン語:Principalía）とは、スペイン領フィリピンのプエブロの支配者であり、通常は教育を受けた上流階級のことで、後に市町村長と呼ばれるようになったゴベルナドルシーリョからなる。保安官、判事、地区を治めるバランガイ長または市町村長、知事、前ゴベルナドルシーリョ、および任期中の優良な市警、将校から構成されていた。
マウラ法以前は、この上流階級には、スペイン王室への税金を免除された者だけが含まれていた。植民地時代の文書では、納税をする者（「デ・パゴ」）とは対照的に、彼らを「de privilegio y gratis（特権と自由）」と呼んでいた。彼らはスペイン領フィリピンの真の貴族であり、古代ローマの貴族階級にほぼ匹敵するものであった。プリンキパレス（プリンキパリアの構成員）は、植民地時代以前のビサヤ、ルソン、ミンダナオのバランガイと呼ばれる小さな古代の社会単位の領主だけでなく、王国、ラジャナート、部族連合、マギノーの支配階級からその起源を辿ったものである。この階級のメンバーは排他的な特権を享受しており、プリンキパリアだけが選挙権を持ち、公職に選ばれ、ドンやドニャの称号で呼ばれることが許された。
貴族の社会的特権は、その大きな社会的責任にふさわしいものとして認められていた。この時代のゴベルナドルシーリョは、わずかな給料しか受け取っておらず、公共サービスのための政府資金も提供されていなかった。ゴベルナドルシーリョは、公共インフラを維持するために個人的な資産を使って自治体の運営管理をしなければならなかった。
1898年の米西戦争後、スペインが持つフィリピンに対する主権が失われ、アメリカ占領下で民主的な共和制が導入されると、プリンキパリアとその子孫は法的権限と社会的特権を失った。しかし、多くのプリンキパリア出身者は新たな政治社会構造に溶け込み、一定の影響力と権力を維持した。

## 先住民の貴族とインディアス法
フィリピンでの間接統治制度を導入するために、フェリペ2世は1594年6月11日のインディアス法で、以前の王族や貴族が享受していた統治の栄誉や特権を保持させ、保護するように命じた。またフィリピンのスペイン人総督には先住民の貴族を大切に扱うように命じた。王はさらに、先住民はこれらの貴族に対して、征服前に住民が地元の領主に与えていたのと同じ敬意を払うべきだと命じた。
フィリピンのインディアンの族長たちが以前より悪い状態になるのは正しくない。むしろ、彼らの愛情を得て忠誠心を保つような待遇をすべきであり、神が彼らを神の真の知識に呼び寄せることによって彼らに伝えた霊的な祝福とともに、一時的な祝福が加えられ、彼らが満足して快適に暮らせるようにすべきである。そこで、我々は、これらの島々の統治者に、彼らに良い待遇を与え、我々の名において、彼らがかつて領主であったインディアンの統治を委ねるよう命じる。その他、総督は酋長に正当な利益を与えることを確認し、インディアンは彼らの異教の時代に行ったように、認識として彼らに何かを支払わなければならないが、これは我々に支払われるべき献上品や、彼らのエンコメンデロスに関係するものを損なうものではない—フェリペ2世の勅令、1594年6月11日
この法律によってフィリピン人貴族はスペイン王のエンコメンデロス（管財人）にもなり、スペイン王はこれらの貴族を通して間接的に国を支配した。この規定に付随して、先住民のカシケに関するすべての既存の規定、法律がフィリピンのプリンキパリアにも適用された。彼らの領地はスペイン帝国から自立し属国化したバランガイとなった
間接統治のシステムは農村部の平定に役立ち、1898年にフィリピンのスペイン政権が崩壊するまで、「プリンキパリア」または「プリンキパレス」と呼ばれる上流階級の支配と役割を制度化した。
16世紀末までに、フィリピンの王族、貴族、ヒダルギアは均質化、ヒスパニック化、キリスト教化された貴族であるプリンキパリアに変容を遂げた。これら植民地時代以前の王族・貴族は、スペインの政権が終わるまで、伝統的な領域を支配し続けた。しかしマニラ近郊の地方では、古くからの支配者一族が威信と役割を失っていたため、新しい指導者（cabezas de barangay）が選挙により継承された事例があった。植民地政府の所在地に近いことが、彼らの権力と重要性を低下させたと思われる。スペインがアメリカに列島を奪われるまでは、中央政府の支配力が弱まり、強制的な手段を用いなくても秩序が維持できる遠方の領土では、世襲制が依然として実施されていた。これらの遠隔地では、家父長制の社会が続き、人々はプリンキパリアに対する尊敬の念を持ち続けた。

## 子孫
プリンキパリアの中でもトンド族長家（ラカンドーラの子孫）の系譜はディオスダド・マカパガル大統領、グロリア・アロヨ大統領、ジョビト・サロンガ（上院議長）、レア・サロンガ、ジル・プヤト(上院議長)等を輩出している。